# サミュエル・シュート
サミュエル・シュート（英: Samuel Shute、1662年1月12日 - 1742年4月15日）は、イングランドの軍隊士官であり、植民地時代アメリカ合衆国のマサチューセッツ湾直轄植民地とニューハンプシャー植民地では総督を務めた。九年戦争とスペイン継承戦争に従軍した後の1716年、イギリス国王ジョージ1世から、マサチューセッツとニューハンプシャーの総督に指名された。その任期は様々な問題に関してマサチューセッツ植民地議会との敵意に満ちた不和に彩られ、ニューイングランド北部のインディアン、ワバナキ連邦との外交はうまく進まず、ダマーの戦争を引き起こすことになった。
シュートはワバナキ族との交渉決裂に部分的な責任があったが、1723年初期にイングランドに戻り、マサチューセッツ植民地議会と続いていた不和について解決策を探り、戦争の遂行は副総督のウィリアム・ダマーに任せた。シュートの抗議から1725年に説明勅許が発行されることになり、基本的に議会と論争したときのシュートの立場を確認することになった。シュートはニューイングランドに戻らず、1728年には総督職もウィリアム・バーネットに置き換えられることとなり、1729年にバーネットが急死した後も総督の再指名を検討されることを拒否した。
1770年代初期にマサチューセッツ総督を務めたトマス・ハッチンソンは、その著書『マサチューセッツの歴史』の中で、シュートの総督としての任期を、1630年代の無律法主義論争以来となる最も論争の多い時代となったと記述していた。

## 初期の経歴
サミュエル・シュートは1662年1月12日に、イングランドのロンドンで生まれた。父はロンドンの商人ベンジャミン・シュートであり、その6人の子供の長子だった。母は非国教徒である長老派教会の牧師ジョセフ・キャリルの娘であり、文献によりエリザベス、またはペイシャンス、またはメアリーとなっている。弟のジョンは後にバーリントン子爵となり、イギリス議会で有力な議員、非国教徒の政治的指導者、さらに国王ジョージ1世の側近となった。シュートはチャールズ・モートン牧師の教育を受けた。モートンは後にニューイングランドに移住した。シュートはその後オランダのライデン大学に入学し、イギリス陸軍に入隊し、ウィリアム3世に仕えた。

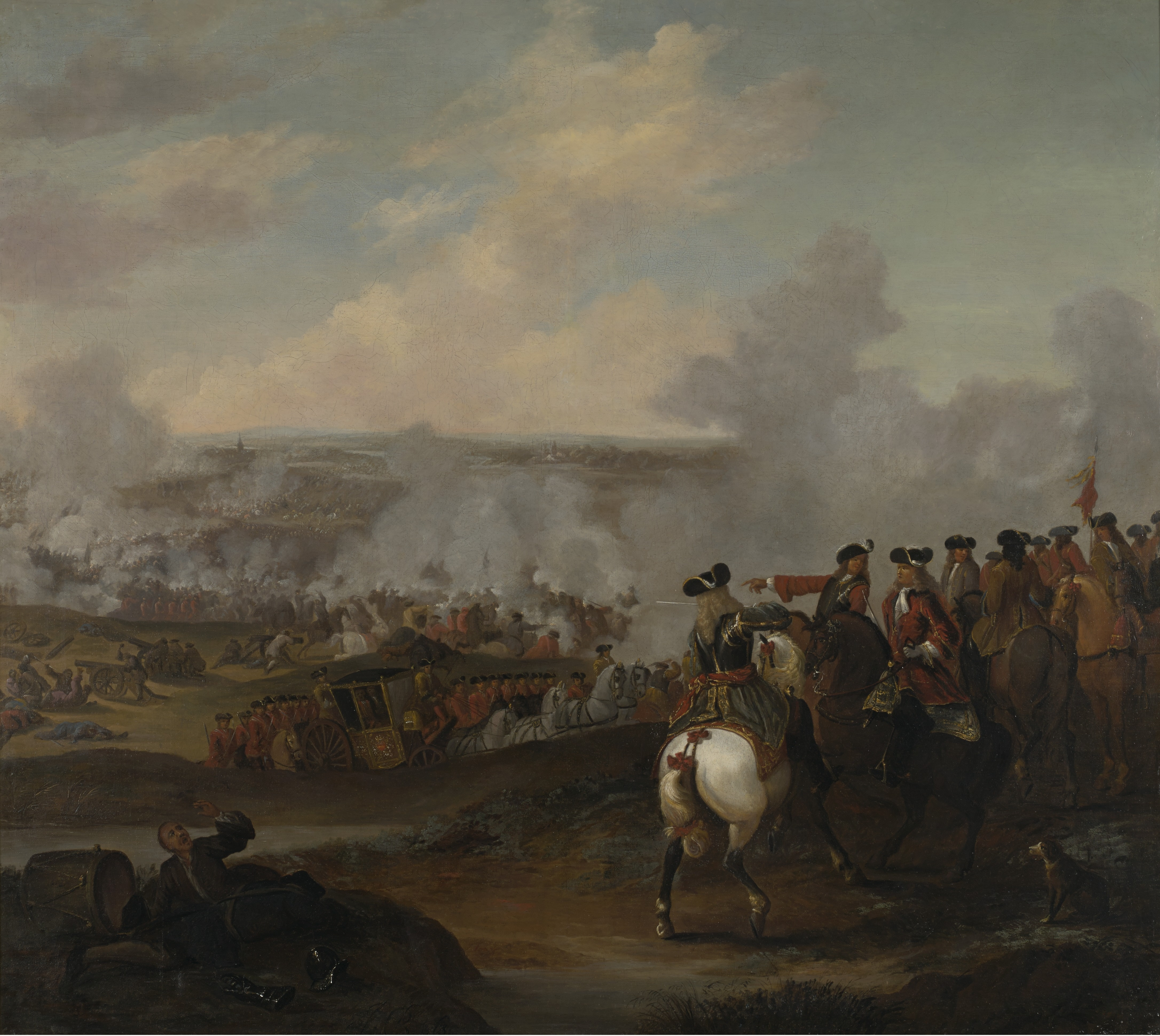
ブレンハイムの戦い、ジョシュア・ロス・ジュニア画、 1715年

スペイン継承戦争でシュートは、第3近衛竜騎兵隊に入り、マールバラ公爵の軍に従軍した。1704年のブレンハイムの戦いで負傷したときは、竜騎兵隊の大尉だった。この戦争が終わる時までに実質中佐に昇進し、大佐に名誉昇進を果たしていた。1714年にジョージ1世が就位すると、エリゼウス・バージェス大佐がマサチューセッツとニューハンプシャー両植民地の総督に任命された。マサチューセッツから来た代理人ジェレマイア・ダマーとジョナサン・ベルチャーは、バージェスが支持を約束していた土地銀行提案の反対者を代表する者であり、バージェスに賄賂1,000ポンドを贈って、イングランドを発つ前に総督を辞職させた。ダマーとベルチャーは続いてバージェスに代わる者としてシュートを推す推進者となった。その要因はいろいろある中で、シュートは著名な非国教徒家系の出身だったので、ニューイングランドでは受け入れられやすいと考えられたからだった。

## マサチューセッツとニューハンプシャー両植民地の総督
シュートは1716年10月4日にボストンに到着した。そこでは困難で議論の多い任期を始めることになった。まず、指名総督としては最後の者になっていた者で、土地銀行の反対者だったジョセフ・ダドリーの息子ポール・ダドリーの住居に入ることで、誰と協同するかを鮮明にした。その対象は総督代行のウィリアム・テイラーではなかった。

### ニューハンプシャー
シュートによるニューハンプシャー植民地統治は、マサチューセッツのものほど大きな問題が起きなかったが。問題が早期に始まった。副総督のジョージ・ボーンはシュートが到着する前の一年間で総督代行を務めていた者だったが、シュートがニューハンプシャーに居ない間は、総督として全権限で代行することを主張した。シュートの直接命令に反抗したボーンは、シュートが居ない時に議会を解散し、評議員のサミュエル・ペンハロウを解任した。1717年9月、シュートはその評議会の協力を得てボーンを停職とし、議会を再招集しペンハロウを復職させた。ボーンは後に副総督の職をジョン・ウェントワースと正式に交代させられた。

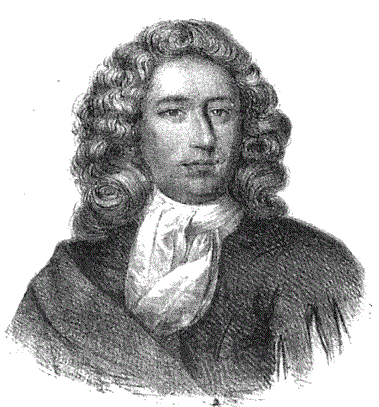
ジョン・ウェントワース副総督

シュート総督の統治に関連して肯定的な出来事は、アイルランド北部から移ってきた大勢のスコットランド人を再入植させたことだった。1718年初期、ウィリアム・ボイド牧師がアルスターから移って来て、移民を求める多くの長老派教会家族のために土地の払下げを請願した。シュートはその使者を好意的に受け入れ、1718年8月には移民を乗せた数隻の船が到着した。彼らは結局ニューハンプシャーで入植し、ロンドンデリーの町を設立した。これはスコットランド系アイルランド人がニューハンプシャーとマサチューセッツ両植民地に大量に移民してくる始まりを画した。
シュートは現在のニューハンプシャー州の一部となる土地に、別の町に対する認可も与えた。しかし、ニューハンプシャー南西部の大半は当時マサチューセッツとの間に領土論争があった場所であり、シュートが認めた払下げ地はマサチューセッツの領有するものとなった。このことでニューハンプシャーの多くの政治家を動揺させ、特に副総督のウェントワースがそうだった。ウェントワースはこれら払下げ地に関する不満を使い、それに彼自身がニューハンプシャーの権限で発した競合する払下げと組み合わせ、権力基盤を築き上げた。ニューハンプシャーとマサチューセッツの総督職を兼務するやり方を止めさせるためのロビー活動を行い、その死後ではあるが成功した。

### マサチューセッツ議会との論争
シュートはマサチューセッツ議会と、王室の権限などの問題に関して幅広い範囲で論争を展開することになった。シュートが総督であった間に、議会は総督の権限を減らすことで議会の権限を拡張することに成功し、その後の総督と議会の関係に永続的に影響し、アメリカの独立まで続くことになった。通貨の問題が植民地の政治を二分する大きな問題だった。大勢の人民派が紙幣の発行拡大を支持し、経済的に強力な集団2つが通貨問題を扱う競合する案を支持した。バージェスの指名を確保した派閥は民間資産で保証される証書（紙幣）を発行する民営土地銀行の提案を支持し、一方ダドリーやその支持者達はシュートの後ろ盾となり、金に裏付けられる紙幣という概念を好んだ。

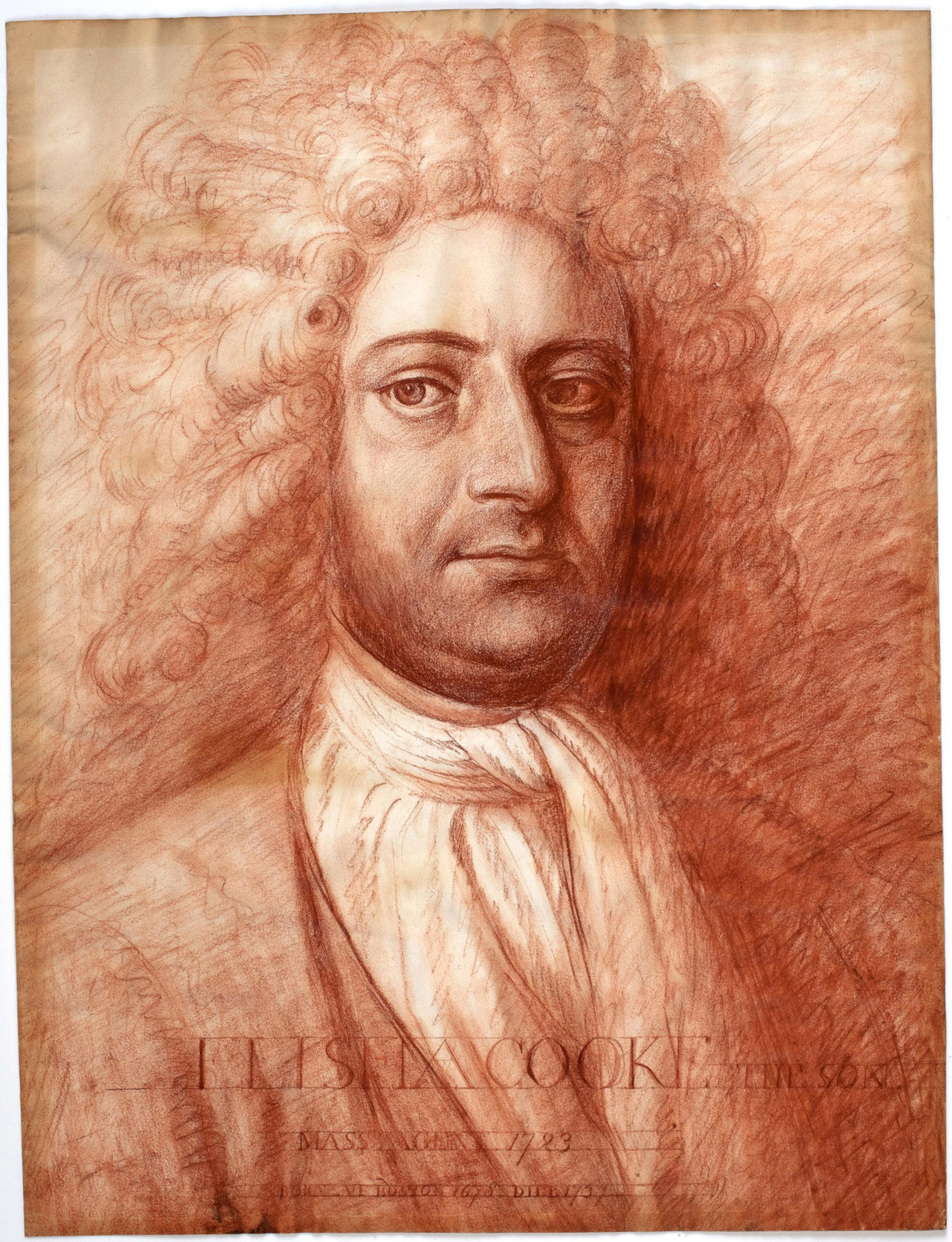
エリシャ・クック・ジュニア

植民地でシュートに対抗する人民派を代表する指導者は、政治家かつ当時はマサチューセッツに属していたメイン地区の大きな土地所有者であるエリシャ・クック・ジュニアだった。クックの反対は通貨に関する意見の不一致と、メイン領土での林業に関することに根があった。ダドリー政権の間に、林業の利権者はイギリス議会による1711年シロマツ法に逆らっていた。その法は政府が木を船のマストに使うために、払下げが行われていない公有地の大きな木を保護しておくものだった。シュートは違法行為について厳しく取り締まることを求めたので、クック達の恨みを買うことになった。それ以前にクックは法に対して異議申し立てをしており、それ自体は合法だったが、急速に政治的な問題になった。1718年、クックは議会から総督評議員を務めるべく指名されたが、シュートがその選択に拒否権を使った。議会はさらに1720年にはクックを議長に指名した。このことについて、シュートがクックの指名受け入れを拒んだので、総督の権限について制度的な論争を始めさせた。シュートは議長指名に拒否権を使うのが自分の権限内にあると主張した。議会は議会で別の者を議長に指名することを拒み、翌年、シュートがその選出を告げられる前に、別の議長が就任した。
シュートと議会の不一致は、議会を短期間休会にする能力にまで拡大した。議会は総督によってのみ招集され、休会にされるのが正式であり、そのことで総督が議会を制御できる手段を提供していた。シュートは6日間の休会を宣することで問題を起こした。この件にクックの指名を拒んだことが組み合わされ、議会は事実上シュートの全ての行動に強く反対することになった。植民地の北部と東部の防衛は、当時ワバナキ連邦との問題が生じており、その防衛力を改善するための資金を総督が手当てすることに対しても、この反抗が及ぶことになった。
シュートが関わった議論の中でも悪評だったのは、議会がシュートの給与支払いを拒否したことに関してのものだった。これは度々議論の対象となり、他の案件にまで波及することがあった。1719年にシュートがクックの指名に拒否権を使ったことで、シュートの給与の減額に繋がった。給与問題は1730年代のベルチャー政権まで植民地議会と総督の間の定期的な不和の原因であり続けることになった。クックの派閥がシュートの政策を厳しく批判する小冊子を出版した後で、シュートは検閲を行おうとしたが、議会は提案された法案の成立を拒否し、実質的に植民地における出版の自由を合法化した。ボストンの保守的な宗教組織も、シュートがイングランド国教会の礼拝に出席することに関して留保を表明し、シュートの時として仰々しく騒がしい党派に対しても不快感を表した。

### インディアン政策
1713年にスペイン継承戦争が終わったとき、北アメリカにおける戦域となったニューイングランド近辺（アン女王戦争と呼ばれた）は不穏な終結となった。戦争を終わらせたユトレヒト条約は、インディアンの主張に関しては何も認めず、フランスによるアカディアの割譲については曖昧な表現しかなかった。ニューイングランド北部で競い合った地域には、現在のノバスコシア、ニューブランズウィック、メイン東部があった。1713年にジョセフ・ダドリーがマサチューセッツとニューハンプシャーに居住するインディアン部族との敵対関係を終わらせるための交渉を行ったが、ポーツマス条約の文書は口頭で伝えられた合意内容とは異なり、イギリス人開拓者がメインの海岸や川沿いにあるアベナキ族の土地に侵入することで、その条件が侵害されていた。さらに隣接するノバスコシアのミクマク族はいかなる条約にも調印していなかった。フランスもイギリスも競合する地域に住む部族に対して宗主権を主張していた。インディアンはワバナキ連邦という緩やかな連邦を組織し、紛争があった地域の大半について主権と所有権を主張していた。

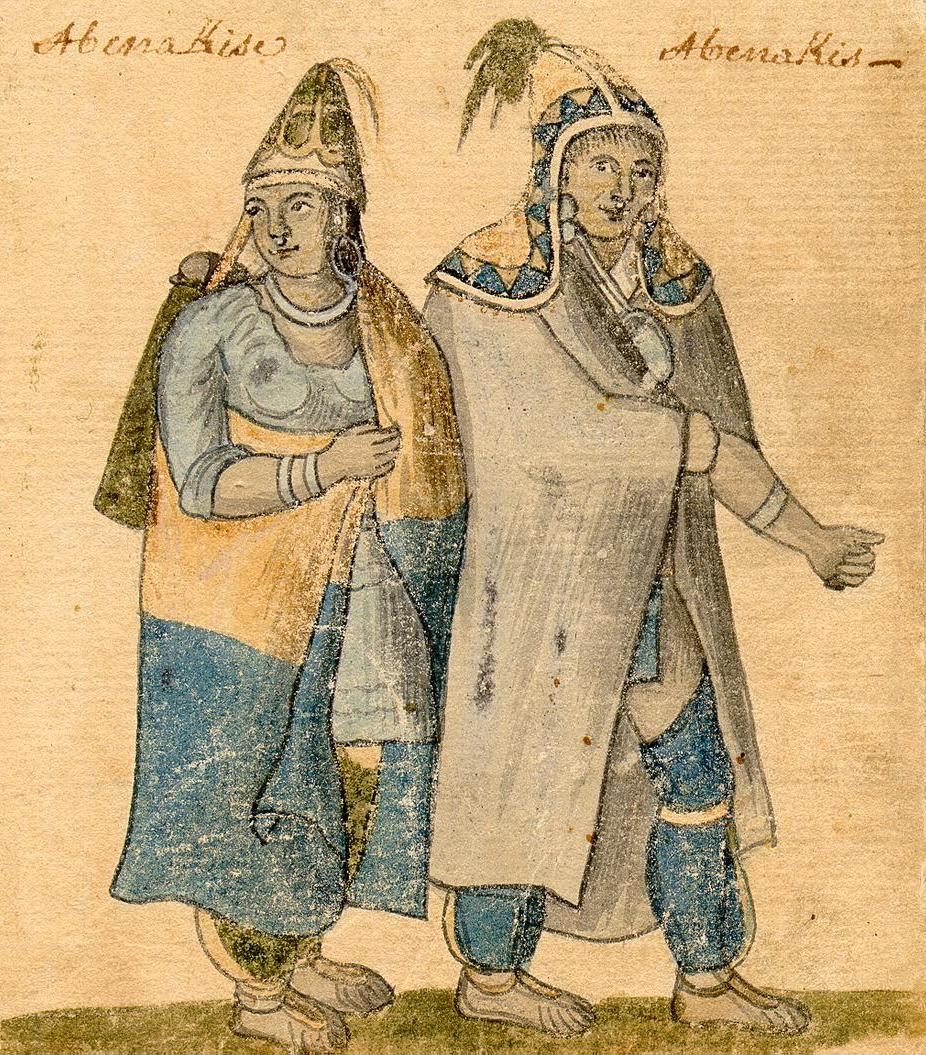
18世紀のアベナキ族

1717年、メインのアロウシックで開催した会見で、シュートとワバナキ族数部族の代表が、インディアンの土地に植民地人が侵入することと、植民地が運営する交易基地を設立することに関して、合意事項を引き出そうとした。ケネベック族の酋長ウィワーナは、彼らの土地に開拓地を設立することだけでなく、砦の建設にも反対し、自分たちの土地に関する支配権を主張した。シュートはしばしば不躾にウィワーナを遮り、領土に対するイギリスの領有権を強引に再確認させようとした。ワバナキ族は、これ以上の開拓地が認められなくなる適切な境界線が引かれるならば、現存する違法な開拓地も認める用意があった。シュートは、「我々は我々が所有するものと、所有するであろうものを望むだけである」と答えた。この曖昧な回答と、最終的に合意された条約はワバナキ族を満足させなかった。
その後の数年間で、ケネベック川東岸のワバナキ族の土地に開拓者が侵入し続け、その東岸には小要塞状の防御施設まで建設した。ワバナキ族は家畜を襲うことで反応した。関連する3者が争っていたノバスコシアの開拓地カンソーは、ノバスコシアが要塞化し、マサチューセッツの漁師達が占有したものであり、紛争の発火点にもなっていた。1718年、カンソーを拠点にする漁師から嫌がらせや襲撃に関する苦情が出た後、シュートはその地域にイギリス海軍のフリゲート艦を派遣し、フランスの船舶や物資を捕獲した。1720年にカンソーがミクマク族に攻撃されたときに緊張感が高まった。
1720年の会議で、ワバナキ族はメインで出した被害に対する賠償として生皮400枚を差し出すことに合意し、生皮が配給されるまで4人を人質に残すこととした。シュートはフランスのイエズス会宣教師セバスチャン・ラルがメイン中部でケネベック族の間に生活していることにも抗議し、ラルの排除を要求した。1721年7月、ワバナキ族が生皮の半分を送って来た時に、人質の返還を要求したが、会見の場に同行していたラルの引き渡しは拒否した。マサチューセッツから公式の回答が無く、間もなく襲撃が再開された。
ワバナキ族はその後、論争のある地域に対する主権を再度主張する異常に長い文書を作成し、主張する地域に線引きし、その領土が侵害された場合は暴力に訴えると脅した。シュートはその文書を「横柄で脅しに満ちている」として無視し、アロウシックに民兵隊を派遣した。さらには、ラルの影響力に基づき、ワバナキ族の主張が、論争ある地域に対するフランスの領有権を広げようというフランスの陰謀に加担しているとも主張した。この考え方に従い、1722年1月にはラルを捕まえるために民兵の遠征隊を派遣した。この部隊はラルが本拠にしていたノリッジウォックのケネベック族集落に到着したが、ラルは既に逃亡していた。民兵隊はラルの文書（フランス当局との通信を含む）の入った金庫を回収し、それをシュートはフランスの関与という主張を補強するために使った。シュートは論争地域に対するイギリスの主権主張を、ヌーベルフランスの貿易相と総督のフィリップ・ド・リゴー・ボードレイユに宛てた文書で繰り返した。ボードレイユはその返書で、その地域に対する主権をフランスは主張しているが、ワバナキ族が領有を続けていることを指摘し、ヨーロッパ人とインディアンの土地所有に関する考えが交差したときの方法を誤解していると示唆した。
ノリッジウォックへの襲撃と、メイン海岸の防御強化によって予測通りの反応が起こった。ワバナキ族は戦争に走り、1722年にはメイン海岸のイギリス人開拓地を襲撃し、ノバスコシアおきでは船舶を捕獲した。1722年7月25日、シュートが正式にワバナキ族に対して宣戦布告し、正式に戦争を始めることになった。この戦争は副総督のウィリアム・ダマーがマサチューセッツを指揮することになったので、ダマーの戦争と呼ばれることが多い。

### ニューイングランドからの退去
クックや「本郷党」の者達の指導力の下で、議会は植民地の予算使途を調査した。民兵隊に支払われた給与の中に欺瞞があることを発見した議会は、公的資金が如何に遣われるかを、大変正確に示す歳出法案を提案することができた。このことは議会の権限を増し、総督の権限を減らすことを意味していた。議会はさらに1722年12月には民兵隊の行動を監督する委員会を設立することで、総督の権限に踏み込んだ。インディアンとの戦争が続く中で、シュートはこのことを自分の権限に対する深刻な脅威だと考え、この状況を正すにはロンドンに戻るのが唯一の方法だと判断した。1722年のクリスマスが過ぎてから間もなく、シュートは船でイングランドに向かった。

## 後年と遺産

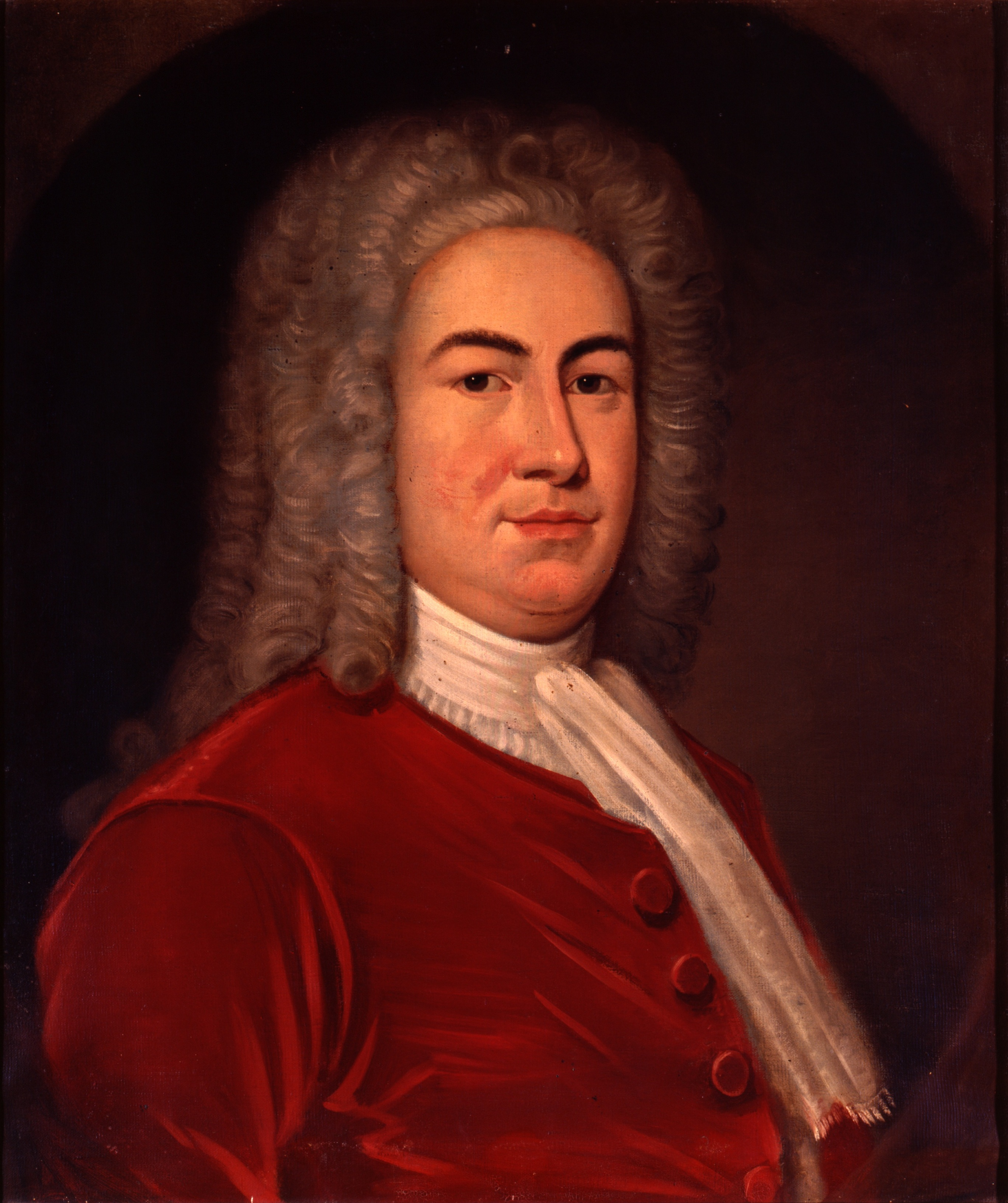
シュートの後継者ウィリアム・バーネット

シュートはロンドンに到着すると、枢密院に多くの問題を提出した。シュートの敵対者はジェレマイア・ダマーとエリシャ・クックを送っており、クックは問題を解決するために議会が選んだ者だった。シュートの主張が枢密院に受け入れられ、ダマーの動きによって枢密院が植民地認証を取り消すのをやっと止めることができた。1725年、枢密院は説明植民地証書を発行して、議会の休会や議長の承認に関するシュートの立場を確認した。植民地議会は翌年にこれらの判断を渋々ながらも受け入れた。シュートはマサチューセッツに戻る準備をしていたが、1727年に国王ジョージ1世が死んだ。このためにロンドンの政権が変わり、植民地の管理者についても再考されることになった。マサチューセッツとニューハンプシャーの総督職は、当時ニューヨークとニュージャージー各植民地の総督だったウィリアム・バーネットに渡され、シュートには恩給が付くことになった。バーネットのその短い任期は、総督の年俸を確保するための拡大された試みで支配されることになった。1729年にバーネットが急死し、再度マサチューセッツとニューハンプシャーの総督職が空席になった。シュートも明らかにその候補として再度検討されたが、活発にその地位を求めていたジョナサン・ベルチャーを暗黙の裡に支持して、自身の再任は断った。
シュートは生涯結婚せず、1743年4月10日に80歳で死んだ。マサチューセッツ州西部にあるシューツベリー町は、シュートの栄誉を称えて名付けられたものである。